# Seimatosporium rosarum
Seimatosporium rosarum är en svampart som först beskrevs av Henn., och fick sitt nu gällande namn av B. Sutton 1975. Seimatosporium rosarum ingår i släktet Seimatosporium och familjen Amphisphaeriaceae.   Inga underarter finns listade i Catalogue of Life.